# Ana Tijoux
Ana Tijoux, de son nom complet Ana María Merino Tijoux, née le 12 juin 1977 à Lille, est une  chanteuse et rappeuse franco-chilienne. Elle se popularise en Amérique latine, mais surtout en Amérique hispanique, comme membre du groupe de hip-hop Makiza à la fin des années 1990. En 2006, elle se popularise[Quoi ?] dans la pop latino en collaborant avec Julieta Venegas sur la chanson à succès Eres para mí. Elle se popularise encore plus après la publication de son album 1977.

## Biographie
Ana María Merino Tijoux est née le 12 juin 1977 à Lille, fille de parents chiliens exilés par le coup d'État du 11 septembre 1973. En 1982, sa famille déménage à Paris. Elle connut le Chili pour la première fois en 1983, quand sa famille rendit visite à ses grands-parents.
En 1988, elle commence à s'immerger dans le hip-hop, à l'origine comme danseuse. Au retour de la démocratie au Chili, elle revient s'installer définitivement au pays en 1993. Deux ans plus tard, elle rentre dans le rap local, grâce à un groupe de la commune de Macul à Santiago du Chili, en même temps qu'elle forme son premier groupe, Los Gemelos, avec le rappeur Zaturno. En 1997, elle devient plus connue avec sa participation dans le morceau La medicina du groupe Los Tetas, qui devient son premier enregistrement professionnel en studio.

### Makiza

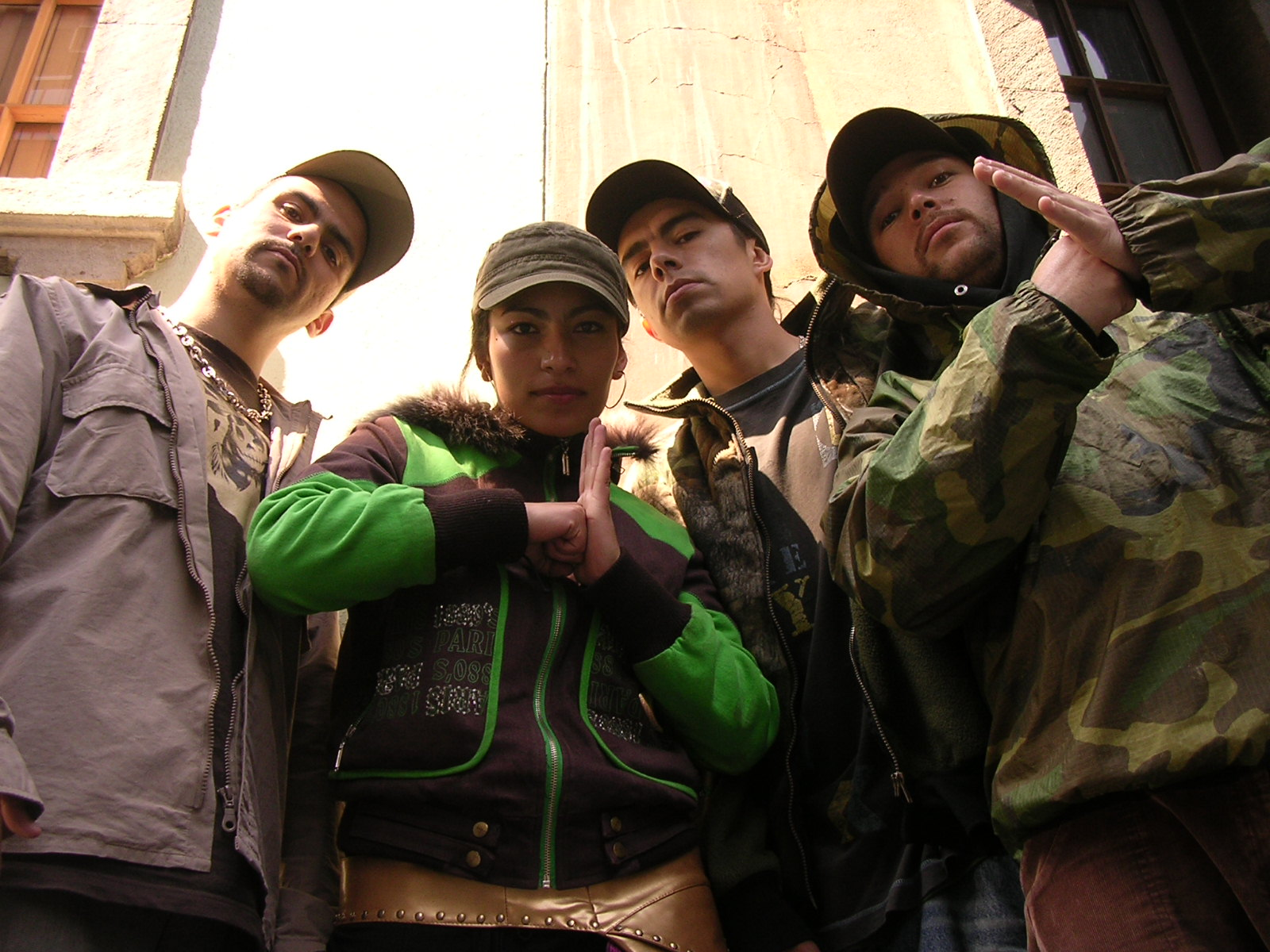
Ana Tijoux, avec Makiza.

Tijoux devient, en 1997, membre du groupe de hip-hop chilien Makiza, qui débutera cette année-là sur la scène musicale chilienne. L'année suivante, le groupe sort son premier album, Vida salvaje, qui est un grand succès. En 1999, ils lancent Aerolíneas Makiza.
En 2000, Makiza participe cover au morceau Somos tontos, no pesados de Los Tres, pour ce qui fut son album d'adieu. À la fin de cette même année, Makiza se sépare du fait de projets personnels des différents membres du groupe. Anita collabore ainsi en 2001 avec le groupe Santo Barrio sur les morceaux La persecución et La bienvenida. Elle revient aussi en France. Enregistre son premier morceaux en solo (Santiago penando estás) pour l'album hommage à Violeta Parra Después de Vivir un Siglo, qui est édité au Chili comme en France. En 2003, elle revient au Chili, et commence à participer à divers projets musicaux. Elle s'intègre un moment au groupe Alüzinati. Enregistre aussi le morceau Lo que tú me das avec la chanteuse mexicaine Julieta Venegas pour la bande originale du film Subterra de Baldomero Lillo. En 2004, Makiza se réunit à nouveau, et lance en 2005 son troisième album, Casino Royale. Elle prête aussi sa voix à Nea, chanteur du dessin animé Pulentos, diffusé par la chaîne chilienne Canal 13. En 2006, elle s'éloigne définitivement de Makiza et commence sa carrière soliste. Les motifs de cette nouvelle séparation porteraient principalement sur des désaccords concernant la manière de créer la musique.

### Carrière solo
En 2006, elle lance son premier single promotionnel Ya no fue et débute aussi sur scène. À cause de problèmes avec la maison de disques chargée du lancement de son premier disque La Oreja son premier travail n'est finalement jamais publié sur le marché. Pourtant, elle collabore de nouveau avec Julieta Venegas, cette fois sur Eres para mí, morceaux inclus dans l'album Limón y sal de la chanteuse mexicaine et qui sort aussi sous forme de CD single en 2007, récoltant un grand succès dans divers pays d'Amérique latine. Son premier travail solo est finalement publié en 2007 sous le label Oveja Negra, fondé par la SCD. Il est intitulé Kaos, et son premier single est Despabílate!. Le second Single de l'album, Gol, enregistré avec Julieta Venegas sort en 2008.
En juin 2009, elle réalise sa première tournée au Mexique, notamment au festival Vive Latino le 28 du mois, puis elle donne plusieurs concerts dans la capitale mexicaine. À son retour, elle continue de travailler à son second album solo intitulé 1977, un titre qui s'inspire de sa date de naissance. Le premier single au titre homonyme sort en octobre 2009. Le single éponyme fait partie de la liste des titres du jeu vidéo FIFA 11 et est utilisé dans l'épisode 5 de la quatrième saison de la série Breaking Bad en août 2011.
Le 19 septembre 2011, MTV Iggy la sélectionne à la première place des « meilleures MCs féminines qui dominent le mic n'importe où ». En septembre 2012, Tijoux participe à une campagne appelée 30 Songs / 30 Days en soutien à Half the Sky: Turning Oppression into Opportunity for Women Worldwide.
En 2020, sa chanson « no estamos solas » très engagée et qui dénonce les violences (physiques et notamment sexuelles) subies par les femmes, est utilisée comme générique pour la série chilienne La meute (La Jauría, en version originale) portant sur la même thématique. Cette série a commencé à être diffusée en juin 2021, en France, sur la chaîne de télévision Arte. 

## Discographie

### Albums studio
- 2007 - Kaos
- 2009 - 1977
- 2011 - La Bala
- 2014 - Vengo
- 2024 - Vida

### Mixtape
- 2011 Elefant Mixtape[8]

### Albums collaboratifs
- 1998 : Vida Salvaje (avec Makiza)
- 1999 : Aerolíneas Makiza (avec Makiza)
- 2004 : Vida Salvaje (Remasterizado) (avec Makiza)
- 2005 : Casino Royale (avec Makiza)

### Collaborations
- Santiago Penando Estás - Después de Vivir un Siglo - Hommage à Violeta Parra (2001)
- Subdemo - FDA
- Uno, Dos Bandera - Control Machete
- Roda Do Funk - Funk Como Le Gusta
- Lo que tú me das - en duo avec Julieta Venegas, B.O. du film chilien "Subterra"
- Eres para mí - Julieta Venegas
- Freno de Mano - Los Tres
- La Medicina - Los Tetas
- Superville - Bajofondo Tango Club
- Música Para Después del Almuerzo - Bitman & Roban
- E.L.H.Y.L.D. - Hordatoj
- Tú y tu mirar. Yo y mi canción - Los Bunkers
- No me digas - Sayag Jazz Machine
- si te preguntan – Los Aldeanos
- Somos Sur - Shadia Mansour
- El extraño viaje - Los Chikos del Maíz
- Mi palabra - Antonio Sánchez (batteur)
- Frontline Santiago - Asian Dub Foundation

### Singles
- Ya no fue (2006)
- Despabílate! (2007)
- Gol (Feat. Julieta Venegas) (2008)
- A veces (Feat. Hordatoj)  (2008)
- Vengo (2014)